# De cuerpo presente
De cuerpo presente és una pel·lícula còmica espanyola del 1967 dirigida per Antxon Ezeiza basada en la novel·la homònima de Gonzalo Suárez.

## Sinopsi
Després de veure Nelson fent un petó a la seva amant, Barlow l'enverina. Però Nelson torna d'entre els morts i la busca.

## Personatges
- Carlos Larrañaga: Nelson
- Françoise Brion: Enna
- Lina Canalejas: Mairin
- Alfredo Landa: Joe
- Daniel Martín: Rod
- José María Prada: Barlow
- María Asquerino: dona d'Enric
- Luis Sánchez Polack: periodista
- José Luis Coll: periodista
- Agustín González: presentador de televisió
- Kitty de la Cámara
- Fernando Sánchez Polack: policia
- Lydia Cortés
- Sergio Mendizábal: Henry
- Rafael Vaquero